# Trichocylliba watkinsi
Trichocylliba watkinsi es una especie de arácnido del orden Mesostigmata de la familia Uropodidae.

## Distribución geográfica
Se encuentra en Texas (Estados Unidos).